# Live (album, Golden Earring)
Live je první koncertní album nizozemské hardrockové skupiny Golden Earring, vydané v roce 1977 společností Polydor Records. Jde o dvojalbum s deseti písněmi o celkové délce téměř 90 minut. Nahráno bylo 25. března 1977 v londýnském Rainbow Theatre. V nizozemské hitparádě se umístilo na první příčce.

## Seznam skladeb
Všechny skladby napsali Barry Hay a George Kooymans, pokud není uvedeno jinak.
| Pořadí         | Název                      | Autor                                   | Délka |
| -------------- | -------------------------- | --------------------------------------- | ----- |
| 1.             | Candy's Going Bad          |                                         | 5:06  |
| 2.             | She Flies on Strange Wings | Kooymans                                | 8:10  |
| 3.             | Mad Love's Comin'          |                                         | 9:53  |
| 4.             | Eight Miles High           | Gene Clark, David Crosby, Roger McGuinn | 10:01 |
| 5.             | Vanilla Queen              |                                         | 11:45 |
| 6.             | To the Hilt                |                                         | 6:55  |
| 7.             | Fightin' Windmills         |                                         | 8:26  |
| 8.             | Con Man                    |                                         | 9:09  |
| 9.             | Radar Love                 |                                         | 11:17 |
| 10.            | Just Like Vince Taylor     |                                         | 6:25  |
| Celková délka: | Celková délka:             | Celková délka:                          | 87:07 |

## Sestava
- Eelco Gelling – kytara
- Rinus Gerritsen – baskytara, klávesy
- Barry Hay – zpěv, kytara
- George Kooymans – kytara
- Cesar Zuiderwijk – bicí